# Normie Glick
Norman Stanley Glick, detto Normie (Los Angeles, 10 novembre 1927 – Los Angeles, 19 marzo 1989), è stato un cestista statunitense.

## Carriera
Glick militato a livello di college nei Lions di Loyola Marymount University. Ha giocato a livello professionistico in NBA, collezionando una presenza con i Minneapolis Lakers. Vanta un particolare record nella storia della franchigia: è infatti l'unico giocatore nella storia della squadra, ad avere la media del 100% al tiro. Ha infatti realizzato il suo unico tiro tentato, il 2 novembre 1949 contro i Philadelphia Warriors. Quell'anno i Lakers vinsero il titolo NBA.